# Zeitregistrierung
Als Zeitregistrierung wird in der visuellen Astrometrie und Geodäsie das Feststellen und Speichern genauer Zeitpunkte bezeichnet, die bei der Messung von  Sterndurchgängen durch das Gesichtsfeld von Messfernrohren anfallen. Derselbe Ausdruck wird auch für neuere, teilweise automatisierte Messmethoden verwendet, beispielsweise bei Prismenastrolabien, Zenitkameras oder am Zirkumzenital.
Bei visuellen Beobachtungen erfolgt die Registrierung auf mindestens 0,01 Sekunden, bei fotografischen oder elektro-optischen Methoden meist auf Millisekunden. Zur Registrierung wurden früher Schreib- oder Druckchronografen mit Wachs- oder Papierstreifen verwendet, seit etwa 1980 zunehmend digitale Stoppuhren, während heute die direkte Registrierung in feldtauglichen Computern überwiegt.
In jedem Fall muss die Registrieranlage an das internationale Zeitsystem oder jenes der Sternwarte angeschlossen werden. Ersteres erfolgt meist an einem Zeitsignalsender, letzteres oft an speziellen Uhrenanlagen mit Quarz- oder Atomuhren, die ihrerseits mit Zeitsignalen synchronisiert werden.